# Chahna
Chahna (în arabă شحنة) este o comună din provincia Jijel, Algeria.
Populația comunei este de 8.781 de locuitori (2008).